# Bernardo Palau Cabrera
Bernardo Palau (Santiago, 20 de agosto de 1984) es un director, productor y guionista chileno.

## Biografía
Bernardo Palau comienza en el cine a los dieciséis años, con su primer cortometraje llamado 'Maldita verdad'. Posteriormente, estudia Comunicación Audiovisual mención Cine en la Universidad de las Artes y Ciencias de la Comunicación, UNIACC donde dirige el cortometraje de ficción “Tango final” (Muestra de Cine en la Patagonia, canal de Sydney, TVS); y “Belén” (selección oficial Festival de Cine B y premio Mejor Actor en el Festival Internacional de Cortometrajes de Santiago).
Palau escribe y dirige Salvarte su primer largometraje el cual se estrena en Santiago de Chile en noviembre de 2010. La película habla de la depresión en la pareja y cuenta con la actuación de María Antonieta Landa y Emilio Edwards. Luego de estar tres semanas en cartelera, el film es la primera película chilena en Itunes. Como director, ha trabajado en Wokitoki dirigiendo virales y en Endemol Shine Chile, tanto como director de contenido en línea como productor ejecutivo.

## Filmografía

### Director y guionista
- "Los 7 sin límites" - (12 capítulos)  Webserie.
- CQC Web - 8 capítulos
- "Confirmar Amistad #lavidacambia" - (12 capítulos)  Webserie. Coguionista y dirección. 2014
- "Malabares" Piloto Webserie. Guion y dirección. 2014
- "Confirmar Amistad" - (15 capítulos) Webserie. Guion y dirección. 2013
- "Salvarte" - Largometraje. Guion y dirección. 2010
- "Belén" - Cortometraje. Guion y dirección. 2005
- "Tango Final" - Cortometraje. Guion y dirección. 2005

### Productor
- CQC Web - 8 capítulos
- Lo que callamos las mujeres - 20 capítulos. Chilevisión.
- "Salvarte" - Largometraje.
- "¿Alguien ha visto a Lupita?" - Largometraje de Gonzalo Justiniano, Productor de promoción y distribución
- "Velódromo" - Largometraje de Alberto Fuguet Asistente de producción.
- "Tango Final" - Cortometraje.